# Bacchus (opera)

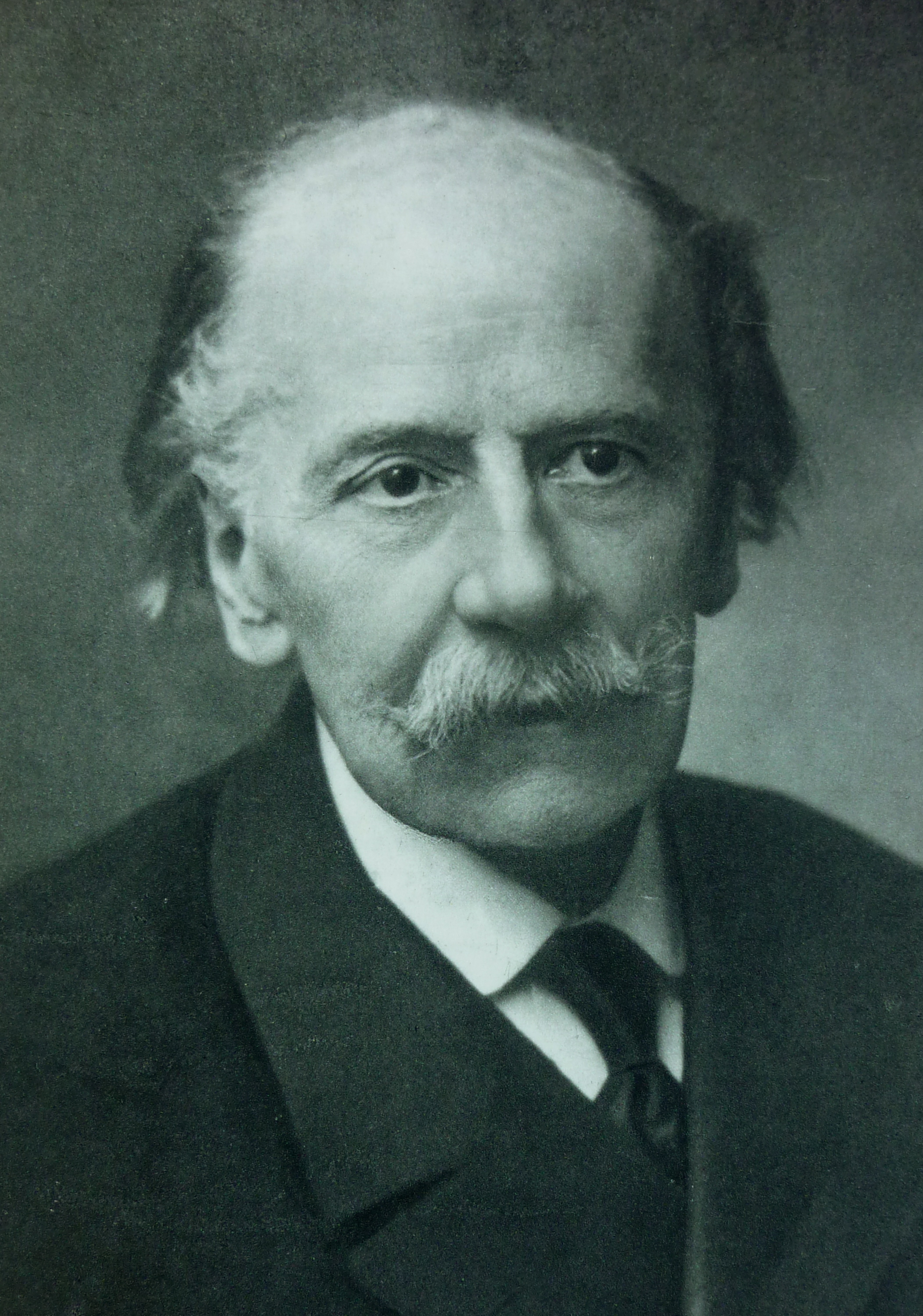
Jules Massenet

Bacchus är en fransk opera i en prolog och fyra akter med musik av Jules Massenet och libretto av Catulle Mendès efter den grekiska myten om vinguden Bacchus, samt delar från det indiska eposet Ramayana.

## Historia
Bacchus är en uppföljare till historien i Massenets tidigare opera Ariane (med den skillnaden att Ariane (Ariadne) dör i slutet av båda verken). Mendès dog kort tid före premiären, som var den 3 maj 1909 på Parisoperan. Bacchus blev ett fiasko och spelades bara sex gånger. Det är förmodligen Massenets minst kända opera, då ingen nyuppsättning har satts upp i modern tid och ingen skivinspelning har gjorts. 
Historien är besläktad med handlingen i Richard Strauss opera Ariadne på Naxos (1912).

## Personer
- Bacchus (tenor)[1]
- Ariane (Ariadne) (sopran)[2]
- Drottning Amahelli (mezzosopran)[3]
- Ramavacon (bas)
- Kéléyi (sopran)
- Silène (Selene) (baryton)
- Mahouda (baryton)
- Pourna (tenor)
- Ananda (baryton)
- Manthra (Stum roll)
- Clotho (Klotho) (Talroll)
- Perséphone (Persefone) (Talroll)
- Andéros (Talroll)

## Handling
Vinguden Bacchus räddar den strandsatta Ariane från ön Naxos, där hon har övergivits av sin make Thésée (Theseus). Bacchus visar sig vara reinkarnationen av Thésée och lever som buddhist i Nepal. Han förkunnar backanaliska glädjeämnen men motarbetas av drottning Amahelli och hennes armé av apor. Men Amahelli förälskar sig i Bacchus och övertalar Ariane att offra sitt liv för Bacchus.